# Port lotniczy Ad-Dammam
Port lotniczy Ad-Dammam – Lotnisko króla Fahda, międzynarodowy port lotniczy położony w pobliżu miasta Ad-Dammam, w Arabii Saudyjskiej. Jest jednym z największych portów lotniczych w kraju i największym na świecie pod względem powierzchni (780 km²). W 2013 roku obsłużył 7 mln pasażerów. Nowy port lotniczy po bazie wojskowej został otwarty 28 listopada 1999 roku, a działania zostały przejęte od międzynarodowego lotniska w Dhahranie.

## Linie lotnicze i połączenia
| Linia Lotnicza                  | Kierunek |
| ------------------------------- | --- |
| Aegean Airlines                 | Sezonowo: 1. Ateny |
| Air Arabia                      | 1. Aleksandria 2. Kair 3. Szardża |
| Air Cairo                       | 1. Kair |
| Air India                       | 1. Delhi |
| Air India Express               | 1. Ćennaj 2. Delhi (od 20 sierpnia 2024) 3. Hajdarabad 4. Kanpur 5. Kozhikode 6. Lucknow 7. Mangaluru 8. Mumbaj 9. Thiruvananthapuram |
| AJet                            | 1. Stambuł-Sabiha Gökçen |
| Azerbaijan Airlines             | 1. Baku |
| Biman Bangladesh Airlines       | 1. Dhaka |
| EgyptAir                        | 1. Aleksandria 2. Kair |
| Emirates                        | 1. Dubaj |
| Ethiopian Airlines              | 1. Addis Abeba |
| Etihad Airways                  | 1. Abu Zabi |
| flyadeal                        | 1. Abha 2. Al-Baha 3. Bisza 4. Kair 5. Gassim 6. Hail 7. Dżudda 8. Dżizan 9. Medyna 10. Nadżran 11. Neom 12. Rijad 13. Taif Sezonowo: 1. Baku 2. Tbilisi |
| flydubai                        | 1. Dubaj |
| flynas                          | 1. Abha 2. Al-Baha 3. Al-Ula 4. Arar 5. Bahrajn 6. Baku 7. Kair 8. Dubaj 9. Gassim 10. Stambuł-Sabiha Gökçen 11. Dżudda 12. Dżizan 13. Chartum 14. Lahaur 15. Lucknow 16. Medyna 17. Mumbaj 18. Nadżaf 19. Nadżran 20. Rijad 21. Sarajewo 22. Tabuk 23. Taif 24. Tbilisi 25. Trabzon 26. Janbu Sezonowo: 1. Batumi 2. Kozhikode 3. Salala 4. Szarm el-Szejk |
| Gulf Air                        | 1. Bahrajn |
| Georgian Airways                | 1. Tbilisi |
| Himalaya Airlines               | 1. Katmandu |
| IndiGo                          | 1. Delhi 2. Hajdarabad 3. Kozhikode 4. Lucknow 5. Mumbaj |
| Jazeera Airways                 | 1. Kuwejt |
| KLM                             | 1. Amsterdam 2. Rijad |
| Kuwait Airways                  | 1. Kuwejt |
| Lufthansa                       | 1. Frankfurt 2. Kuwejt |
| Middle East Airlines            | 1. Bejrut |
| Nile Air                        | 1. Kair |
| Oman Air                        | 1. Maskat |
| Pakistan International Airlines | 1. Islamabad 2. Karaczi 3. Lahaur 4. Sijalkot |
| Pegasus Airlines                | 1. Stambuł-Sabiha Gökçen Sezonowo: 1. Trabzon |
| Philippine Airlines             | 1. Manila |
| Qatar Airways                   | 1. Doha |
| Royal Jordanian                 | 1. Amman |
| SalamAir                        | 1. Maskat |
| Saudia                          | 1. Dżudda 2. Neom 3. Rijad |
| SriLankan Airlines              | 1. Kolombo |
| Syrian Air                      | Sezonowo: 1. Damaszek |
| Tarco Aviation                  | 1. Chartum (zawieszone) |
| Turkish Airlines                | 1. Stambuł |
| Vistara                         | 1. Mumbaj |
| Wizz Air                        | 1. Abu Zabi 2. Rzym-Fiumicino |